# 小杉敏之
小杉 敏之（こすぎ としゆき、1968年6月20日 - ）は日本の元サッカー選手。現在は中日新聞社記者。東京都出身。
父・修造は近代映画社（旧社）の社長（祖父が同社創業者・小杉益二郎）、母は元宝塚歌劇団団員であった。

## 経歴
1992年、名古屋グランパスエイト創設と同時に入団。主にサイドバックとして活躍した。1996年にブランメル仙台（現・ベガルタ仙台）に移籍、1997年引退。
引退後、仙台から指導者として勧誘されるが、名古屋グランパスエイト在籍時に中日新聞社から出向していた広報担当者に引退後のキャリアのひとつとして「新聞記者」への転身を勧められていたことがきっかけとなり、アルバイト契約として中日新聞社に入社。当初は社会部に所属したが（この当時、社会部所属ながら1998年のワールドカップフランス大会の日本代表戦の観戦記を運動面に掲載していた）、後に運動部に異動しサッカーおよびアマチュアスポーツを担当サッカー取材班キャップとして日本代表戦やJリーグを担当した。ヨーロッパ総局（ロンドン）、教育報道部などを経て2024年12月現在は「月刊グラン」編集長。

## 所属クラブ
- 暁星高等学校
- 同志社大学
- 1992年-1995年 名古屋グランパスエイト
- 1996年-1997年 ブランメル仙台

## 個人成績
| 国内大会個人成績 | 国内大会個人成績 | 国内大会個人成績 | 国内大会個人成績 | 国内大会個人成績 | 国内大会個人成績 | 国内大会個人成績 | 国内大会個人成績 | 国内大会個人成績 | 国内大会個人成績 | 国内大会個人成績 | 国内大会個人成績 |
| 年度             | クラブ           | 背番号           | リーグ           | リーグ戦         | リーグ戦         | リーグ杯         | リーグ杯         | オープン杯       | オープン杯       | 期間通算         | 期間通算         |
| 年度             | クラブ           | 背番号           | リーグ           | 出場             | 得点             | 出場             | 得点             | 出場             | 得点             | 出場             | 得点             |
| 日本             | 日本             | 日本             | 日本             | リーグ戦         | リーグ戦         | リーグ杯         | リーグ杯         | 天皇杯           | 天皇杯           | 期間通算         | 期間通算         |
| ---------------- | ---------------- | ---------------- | ---------------- | ---------------- | ---------------- | ---------------- | ---------------- | ---------------- | ---------------- | ---------------- | ---------------- |
| 1992             | 名古屋           | -                | J                | -                | -                | 7                | 0                |                  |                  |                  |                  |
| 1993             | 名古屋           | -                | J                | 20               | 0                | 1                | 0                | 2                | 1                | 23               | 1                |
| 1994             | 名古屋           | -                | J                | 36               | 1                | 1                | 0                | 0                | 0                | 37               | 1                |
| 1995             | 名古屋           | -                | J                | 7                | 1                | -                | -                | 0                | 0                | 7                | 1                |
| 1996             | 仙台             |                  | 旧JFL            | 16               | 0                | -                | -                | 3                | 0                | 19               | 0                |
| 1997             | 仙台             |                  | 旧JFL            | 5                | 0                | 6                | 0                | 0                | 0                | 11               | 0                |
| 通算             | 日本             | 日本             | J                | 63               | 2                | 9                | 0                | 2                | 1                | 74               | 3                |
| 通算             | 日本             | 日本             | 旧JFL            | 21               | 0                | 6                | 0                | 3                | 0                | 30               | 0                |
| 総通算           | 総通算           | 総通算           | 総通算           | 84               | 2                | 15               | 0                | 5                | 1                | 104              | 3                |

## 外部サイト
- 小杉敏之 - WorldFootball.net (英語)
- 小杉敏之 - Transfermarkt.comによる選手データ (英語)
- 小杉敏之 - J.League Data Siteによる選手データ
- Jリーグキャリアサポートセンターサイト（小杉の紹介記事）